# Cherveix-Cubas
Cherveix-Cubas település Franciaországban, Dordogne megyében. Lakosainak száma 555 fő (2022. január 1.). Cherveix-Cubas Anlhiac, Boisseuilh, Génis, Hautefort, Tourtoirac, Saint-Raphaël és Saint-Médard-d’Excideuil községekkel határos.

## Népesség
A település népességének változása:
| Lakosok száma | 712  | 665  | 590  | 620  | 632  | 593  | 569  | 554  | 554  | 555  |
|               | 1968 | 1982 | 1990 | 2006 | 2013 | 2015 | 2017 | 2019 | 2020 | 2022 |